# Подсосонки (Брянская область)
Подсосонки (Подсосёнки; первоначальное название — Мещерская Слобода) — деревня в Карачевском районе Брянской области, в составе Карачевского городского поселения. 

Расположена в 4 км к югу от города Карачева. Население — 143 человека (2010).

## История
Упоминается с XVII века в составе Подгородного стана Карачевского уезда; состояла в приходе карачевских городских церквей: Николаевской, с 1806 — Архангельской, с 1876 года — Введенской.
До 1929 года входила в Карачевский уезд (с 1861 — в составе Драгунской волости, с 1925 в Карачевской волости). 
 С 1929 года в Карачевском районе; до 2005 входила в Бережанский сельсовет.
| Годы      | 1866 | 1887 | 1897 | 1926 | 1979 | 1989 | 2002 | 2010 |
| --------- | ---- | ---- | ---- | ---- | ---- | ---- | ---- | ---- |
| Население | 322  | 472  | 516  | 523  | 316  | 192  | 170  | 143  |